# Glipa satorum
Glipa satorum es una especie de coleóptero de la familia Mordellidae.

## Distribución geográfica
Habita en Célebes (Indonesia).